# Eduardo Bragaglia
Eduardo Bragaglia (Chapecó, 25 gennaio 1985) è un giocatore di calcio a 5 brasiliano naturalizzato italiano.

## Carriera

### Club
Su intuizione del presidente Andrea Ghiotto che ne intravide le potenzialità, Bragaglia è tesserato dall'Arzignano Grifo nel febbraio 2004 come alternativa all'esperto Caio Farina. Durante la prima stagione il giocatore viene scarsamente utilizzato in prima squadra, risultando tuttavia decisivo nella vittoria del campionato nazionale Under-21. Nelle stagioni seguenti continua a essere utilizzato in entrambe le formazioni, trovando gradualmente maggiore spazio in prima squadra complice la cessione dello stesso Farina. Con il Grifo gioca complessivamente per cinque anni durante i quali vince due scudetti, altrettante supercoppe italiana, un campionato Under-21 e una Coppa Italia Under-21. Nonostante le prestazioni positive e la fiducia della società, in questo periodo gli vengono frequentemente preferiti portieri di maggiore esperienza finché nel dicembre 2008 è ceduto a titolo definitivo alla Cameranese in Serie B. Con i marchigiani gioca appena metà stagione, facendo ritorno in Serie A già nella stagione 2009-10, disputata con la maglia della Barrese in Serie A. La mancata iscrizione dei napoletani al successivo campionato lo costringono a trasferirsi nuovamente; ad assicurarsene le prestazioni è il Kaos Futsal che supera la concorrenza dello Sport Five Putignano. Il biennio trascorso in Emilia non è tra i più felici né per il giocatore né per la squadra che al termine della stagione 2011-12 retrocede in Serie A2; nella stagione successiva gioca in Serie A2 con il neonato Napoli Futsal Santa Maria Scafati con cui vince la Coppa Italia di categoria e i play-off promozione, risultando decisivo nella vittoriosa finale contro il Cagliari. Il portiere rimane tuttavia nella cadetteria, accettando l'offerta dell'Aesernia con la cui maglia disputa solamente il girone di andata della stagione 2013-14, venendo ceduto nel mercato di riparazione invernale all'ambizioso Orte con cui sfiora la promozione in Serie A, svanita nella finale play-off contro il Sestu. L'anno seguente contribuisce alla vittoria del girone A di Serie A2: a fine stagione la porta dell'Orte risulta la seconda meno battuta dell'intera categoria. La mancata iscrizione della società ortana spinge il giocatore ad accasarsi al Policoro, ancora in Serie A2.

### Nazionale
In possesso della doppia cittadinanza dall'età di otto anni, Bragaglia è stato convocato ripetutamente dalla nazionale italiana under 21. Nel novembre 2005 ha partecipato con gli azzurrini al torneo "Quattro Nazioni" giocato a San Pietroburgo.

## Palmarès

### Competizioni giovanili
- Campionato italiano Under-21: 1

Arzignano: 2003-04
- Coppa Italia Under-21: 1

Arzignano: 2004-05

### Competizioni nazionali
- Campionato italiano: 2

Arzignano: 2003-04, 2005-06
- Supercoppa italiana: 2

Arzignano: 2004, 2006
- Campionato di Serie A2: 2

Napoli S.M.S.: 2012-13
Orte: 2014-15
- Coppa Italia di Serie A2: 1

Napoli S.M.S.: 2012-13